# 三宅裕司のワークパラダイス
『三宅裕司のワークパラダイス』（みやけゆうじのワークパラダイス）は、1999年10月5日から2000年3月28日まで、日本テレビ系列で放送された山口放送製作のバラエティ番組。山口放送（KRY）が初めて製作した全国ネットのテレビ番組である。

## 概要
番組タイトルなど一見するとトーク番組のように見えるが、実際はアドリブシチュエーションコント番組である。一風変わった（架空の）職業に就いている人物を生瀬勝久が演じ、司会の三宅裕司がインタビューしていくという内容である。ミニコーナーとして現実世界の職業も紹介された。番組では独特なカメラアングルが使われており、三宅の鋭い質問に対して生瀬が見せるあせりの表情や、生瀬の演じる世間一般の人とは異なるキャラに三宅が困惑する表情を超ドアップで捉える演出が採られた。
番組末期には変わった職業の情報（視聴者が考えた架空の職業案）を募集し、そこから採用、放送されたものもある。
CMの前後には「CMというお仕事」という視聴者にCMに興味を引かせる旨のコーナーがあった。視聴者はCMを見る楽しみができ、CMを流す企業にとっては映像をじっくり見てもらえるというメリットがあった。
田中千絵は、番組放送期間途中からレギュラー出演者となった。また田中の空回りギャグを三宅が軽く流す、といった演出も見られた。
2000年3月の本番組終了後、山口放送制作の全国ネット番組は金曜日に移行し、同年4月から『三宅裕司のドシロウト』の放送が開始された。

## 主な出演者
- 三宅裕司
- 生瀬勝久
- 田中千絵
- 西口真生

## 架空の仕事人と解説
以下紹介する仕事人は、生瀬が演じた架空の職業である。
ウナギぬめり選別士 杉原恭一（すぎはら きょういち）うなぎのぬめり（杉原曰く「ヌルヌル」）を「上ヌラ」「並ヌラ」「捨てヌラ」の三種類に選別する仕事。上ヌラが最上級品で最も滑りがよい。主にバラエティ番組におけるウナギつかみの難易度、罰ゲームとして使われるウナギのヌルヌル具合の要望に応えている。杉原本人によると、年収は大学卒の初任給（20万円）程度らしい。社員は杉原を含めて5人。
ヨット数え 関口波男（せきぐち なみお）日本の海岸線2キロ以内に停泊、あるいはその範囲内を航行してよいヨットの艇数の上限は、法律によって決められている。その数が守られているかどうか数える仕事。関口は海上保安庁に委託され、この職業に従事。なおヨットの艇数に上限がある理由は、ヨットが海上に浮かぶと船底の丸みだけ水が周囲に押しやられて水位が上昇するため、ヨットの数が増え過ぎると日本水没の恐れがあるから。またヨットの帆によって風が止められ、地球の自転に悪影響をあたえるから。実際にはヨットは肉眼で数え、その数を決められた大きさの粘土盤に「1ヨ、2ヨ」と爪楊枝をつきさして記録し、規定数を超えている場合は、海上保安庁のある霞ヶ関の方向へ大声で通告する。最近ではこのヨット数え達の監視の目をすり抜けるため、改造ヨットも現れている。なお、仕事の伝承は世襲制。
ダルマ電話相談室 赤蔵太一（あかくら たいち）「どこに置けばいいのか」「黒目の大きさはどれくらいがいいのか」「使い終わったダルマはどうすればよいのか」というようなダルマに関する質問・相談を受け付けている。受付電話番号は「サンダルとーさん、だるまだるま」。たまにダルマからの相談がくることもあるらしい。番組名がワークパラダイスであるにもかかわらず、ボランティアであることが発覚。そんな赤蔵の悩みは「ダイヤルQ2にして安定的収入を得たいのだが、どうやって開設したらいいのかわからなくて困っている」ということである。
植物弁護士 庭泊明（にわどまり あきら）植物に関する事件を扱う弁護士。出演時に三宅の鋭い追及に我を失った庭泊は番組終盤になると、セットされた髪はボサボサになり、ネクタイもはずした格好で弁護士を辞める宣言をしてしまった。
錦鯉セラピスト 虹袋墨男（にじぶくろ すみお）錦鯉の精神的なケアを行う。麩をしきつめたベッドの上で治療。
使い込み屋 餅原浩一（もちはら こういち）新品では使いにくいものを使いやすく（餅原曰く「いい塩梅」）するように、革靴、スニーカー、剣道の面などを依頼を受けて使い込む。
失せもの保管業 鈴木群男（すずき むれお）依頼品を預かり、依頼主が忘れた頃に元の場所へ戻すという仕事。そうすることで依頼主を喜ばせることが目的。人を預かる場合もあり、郷ひろみのモノマネが得意なあるタレントを再ブレイクさせたのも彼の仕事とのこと。
害虫共存振興会 蟇重司（ひきがさね つかさ）ゴキブリやムカデに代表される害虫を、嫌がれることなく人々と共存する方法を研究している。なかでも害虫に新幹線やうさぎの着ぐるみを着せる試みは好評であった。また子供のことを「お子達」と呼んでいた（後の○山×男も同じように言っていた）。
生活刺激アドバイザー 危山数也（あぶやま かずや）出演した仕事人の中で最年少（21歳）。退屈な日常生活に刺激をもたらすことを仕事とする。三宅は最後まで「単なるイタズラ」と納得しなかった。出演後「度が過ぎて」しまい他界し、最終回の「サイケデリック大賞」には出演せず。
廃れさせ屋 ○山×男（まるやま ばつお・仮名）出演した仕事人の中で最高齢（推定70歳）。主に新商品を売り出そうとする企業からの依頼を受け、世間で流行しているものを廃れさせるという裏稼業的な仕事。かつてフラフープ、スライムといった商品が大流行したが、これらを廃れさせたのは○山が仕掛けたからだという。ベビーブームも教育費を上げて自分が廃れさせたと語っているが、「これもん！これもん！」と言って手錠をされているジェスチャーをしながらその方法は法律に触れるために話せないという。どう見ても前歯が不自然なので、出演者につっこまれるたびに「自歯やゆうてんねん!」と一喝するのが口癖のようになっていた。最終回の「サイケデリック大賞」では大賞を受賞した。その際に出演者などからケーキが贈られそれを食した時に前歯が抜けそうになった。
食材意思尊重料理人 散里光俊（ちるさと みつとし）食材の「わたしを食べて」という意思に重点を置き調理する。本人曰く、自ら調理を望んだ食材はおいしいとのこと。散里の会員制の店「ほんもう」では魚自らがまな板へ登り、畑から野菜が転がってくるらしい。
海外アリバイコーディネーター 茶巡寛次（ちゃめぐり かんじ）不倫旅行のアリバイなどのために、依頼人をあたかも海外に行っていたかのようにするため、ある国の習慣を身につけさせたり、証拠品を捏造したりする仕事。出演の際にはイタリアとフランスの区別があいまいになり、放送後にイタリアとフランスの依頼が減ったとのこと。それと会話の端々に「押忍」という口癖があった。また、廃れさせ屋 ○山×男も利用したことがあるらしい。
審判ボイストレーナー 汁平聡（しるひら さとし）スポーツの審判に発声を訓練させる仕事。声を上下左右に巻いたり、「スリッパ」や「あんぱん」といった言葉を行司風に発声する訓練を出演時に紹介。
ビンテージ人格スタイリスト　棒瀬道男（ぼうせ みちお）今となっては失われつつある「おきゃん」「バンカラ」といったような、古びた人格を身につけさせる仕事。出演時は田中に「おきゃん（例えば「てへっ♪」といったもの）」を仕込んでいた。「お調子者」の説明に挙げた例（「声が高い」「すぐ納得する」「好きな番号を言う」「何でも立候補する」など）は、明石家さんまにそのまま当てはまる。
最高写真家 塗根正比古（ぬりね まさひこ）被写体の最高の瞬間を醸しだす演出をし、それを写真に収める仕事。
良心向上委員会 産泉葵（うぶいずみ あおい）国連の委託を受け、人々の良心が20%になるように調整することが産泉の仕事。
スポーツ発明コンサルタント 渋保久三（しぶほ きゅうぞう）新たなスポーツを生み出し、世の中に提案する仕事（例：「ナゲヤリ」投げ槍な態度でやり投げをする。「五輪全種」オリンピックの全種目を一人でこなしその総合点を競う）。出演時には「耳相撲」を紹介して三宅と試みるも、渋保自ら「気持ち悪い」と発言し三宅に怒られる。また耳を動かすパフォーマンスも披露。渋保によると「ここ（つむじ付近）に体を集める」ように動かすらしい。
甲殻類弁護士 庭泊固男（にわどまり かたお）カニやエビといった甲殻類に関する事件を専門的に扱う弁護士。植物弁護士・庭泊明の弟。甲殻類を使った犯罪や事件だけでなく、甲殻類が被害に遭うという甲殻類の弁護も引き受ける。出演中、固男もまた我を失ってしまう。
味覚表現プロデューサー 鰤娘降男（ぶりむすめ ふりお）うどんの「しこしこ」に代表される食感表現では味を伝えることはできないため、味覚が伝わるような表現を創ることが仕事。うどん「きょきょい」、スルメイカ「えんよい」、炭酸水「ぱっそい」、ニッキ飴「にるまい」など。
クイックセラピー 黒粥妙吉（くろがゆ みょうきち）その名の通り、迅速に癒しを与える仕事。かつて大阪の夜店でたこ焼き屋を営んでおり、そこでの客をクイックセラピーしていたらしい。パンチパーマに薄茶色のサングラスという風貌からは、その明るい性格を想像することは難しいように思われる。料金はどんぶり勘定である。

## 仕事人金言集
番組の終わりには、各職人からその仕事における格言のような一言をもらう。以下一例を列記。
- 「柳の下にウナギは居ない」（杉原恭一）
- 「ダルマ、主を選ばず」（赤蔵太一）
- 「波風なくしてヨット走らず」（関口波男）
- 「ママコノシリヌグイ」（庭泊明）
- 「鯉に上下の隔てあり」（虹袋墨男）
- 「いい塩梅短し、恋せよ乙女」（餅原浩一）
- 「（すぐに）"害虫"と呼ぶあなたが"害人（がいじん）"だ」（蟇重司）
- 「表には裏がある」（○山×男）
- 「バレない限りそれが真実」（茶巡寛次）
- 「プロにはプロの声がある」（汁平聡）
- 「人は誰でも、多重人格」（棒瀬道男）
- 「最高を見逃すな！」（塗根正比古）
- 「いつもポケットに脱脂綿を」×→「しっかりせい」○（黒粥妙吉）

## 第1回サイケデリック賞
最終回の総集編で発表された各賞を以下に記す。
インターナショナル賞海外アリバイコーディネーター 茶巡寛次
職人気質賞ウナギぬめり選別士 杉原恭一
ドリーム賞害虫共存委員会 蟇重司
耳賞スポーツ発明コンサルタント 渋保久三
アイドル賞ダルマ電話相談室 赤倉太一
フレーズ賞使い込み屋 餅原浩一
海の男賞ヨット数え　関口波男
パフォーマンス賞審判ボイストレーナー 汁平聡
パニック賞植物弁護士 庭泊明
サイケデリック賞（大賞）廃れさせ屋 ◯山×男

## 番組内のコーナー
- ありがとうのコーナー
- しごとのしやわせ
- 憧れワークリレー
- ねぇ知ってた?
- ヤングベンチャーズファイル
- 30秒就職情報コーナー
- あなたのお値段はいくら?

## スタッフ
- 演出：林敏博
- プロデューサー：高村長生、須田裕子
- 構成：倉本美津留、山名宏和、川野将一
- AP：藤村剛、松田敦子
- 演出補：大坂倫代
- 技術：中島浩司
- 撮影：門倉秀樹、石毛雄己、蜜谷司
- 照明：朝倉若菜
- 編集：馬場革 (glow)
- Avid編集：森謙次郎
- MA：山本晋
- CG：加藤貴之
- 音効：磯川浩己 (サウンドエフェクト 現：Nextry)
- ヘアメイク：大島ミホ
- 協力：ビーダッシュ、スウィッシュ・ジャパン
- 制作協力：アミューズ
- 製作著作：山口放送

## 備考
- ガムテープを模した本番組のスタジオセットの机と椅子は、番組終了後から数年間、周南市にあるKRY本社のロビーに置かれていた。
- KRYの開局50周年記念として、2006年3月26日22:30から第1回が再放送された（放送はKRYのみ）。番組の前後にKRYアナウンサーによるトークも盛り込まれた。
- 本番組に登場した6人の仕事人（杉原恭一、関口波男、赤蔵太一、庭泊明、汁平聡、○山×男）の回が収録されたビデオ『三宅・生瀬のワークパラダイス ビデオ創刊号〜伝説の仕事人〜』が発売された。また2007年1月には、すべての仕事人の回が収録されたDVD『三宅裕司のワークパラダイス 生瀬勝久 伝説のひとり不可思議20職』が発売された。
- 審判ボイストレーナーは、放送作家の高田文夫がラジオ番組で三宅裕司に提案した架空の職業案「行司ボイストレーナー」がきっかけになって生まれたものである。本番組での職業設定に関して三宅自らが高田の元に出向き了承を得て放送された。